# Lyschko
Lyschko ist eine deutsche Rockband aus Solingen, die den Genres Post-Punk, New Wave und Indie-Rock zuzuordnen ist. Benannt ist die Band nach einer Figur aus Otfried Preußlers Jugendroman Krabat.
2018 haben sie den Begriff der Neuen Neuen Deutschen Welle entwickelt, dem sich Künstler, wie Edwin Rosen, angeschlossen haben.

## Geschichte
Die Band wurde 2011 von den Geschwistern Jonah Holzrichter und Lina Holzrichter unter dem Namen The Cuckoo gegründet. 2016 wurde Lukas Korn Gitarrist der Band. Seit 2018 treten sie unter dem Namen Lyschko auf. 2019 erschien ihre erste EP Stunde Null, die sie selbst im Proberaum aufgenommen haben. Die EP erschien über das Hamburger Label La Pochette Surprise der Band Swutscher. Die Band arbeitet im Kulturverein Waldmeister e.V. - Raum für Kultur in Solingen und veranstaltet dort Konzerte im Bereich Post-Punk, New Wave und Indie-Rock. Seit 2021 tritt Gitarrist Lukas Korn auch mit den befreundeten Bands Drangsal und Mia Morgan auf, für die Lyschko auch als Vorband auftraten.
2022 erschien ihr Debütalbum Brennen bei dem Hamburger Label My Favourite Chords und Broken Silence. Dort ist Max Gruber (Drangsal) auch mit einem Feature vertreten. 2024 erschien ihr zweiter Album Niedergang II erneut bei My Favourite Chords, wo Lina Holzrichter mittlerweile als Inhaberin fungiert. Beide Alben wurden von Tobias Siebert produziert.

## Diskografie

### Studioalben
- 2022: Brennen (My Favourite Chords/Broken Silence)
- 2024: Niedergang II (My Favourite Chords/Broken Silence)

### Singles, EPs
- 2019: Neu ist alt (La Pochette Surprise)
- 2019: Der Gang vor die Hunde (La Pochette Surprise)
- 2019: Stunde Null (La Pochette Surprise)
- 2022: Hysterie + Abfall (My Favourite Chords/Broken Silence)
- 2022: Fremd feat. Drangsal (My Favourite Chords/Broken Silence)
- 2022: Morgen (My Favourite Chords/Broken Silence)
- 2022: Zurück (zu Dir) (My Favourite Chords/Broken Silence)
- 2022: Nachtzug (My Favourite Chords/Broken Silence)
- 2024: Staubtanz (My Favourite Chords/Broken Silence)
- 2024: Was du denkst (My Favourite Chords/Broken Silence)
- 2024: Sag mir, was Stille heißt (My Favourite Chords/Broken Silence)
- 2024: Nichts versprechen (My Favourite Chords/Broken Silence)
- 2024: Ein letztes bisschen Leben (My Favourite Chords/Broken Silence)
- 2024: Tagträume/Albträume (My Favourite Chords/Broken Silence)